# Geweihtes Leben

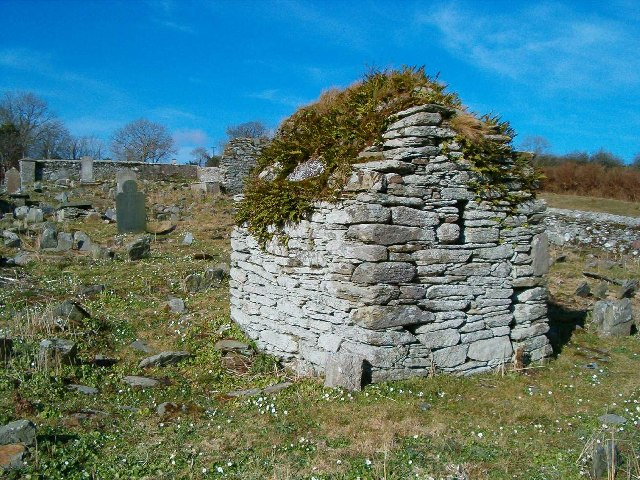
Zelle eines Einsiedlers in Moville Highcross in Irland

Geweihtes Leben (lateinisch Vita consecrata) beschreibt vor allem im Christentum eine Anzahl von Formen des gottgeweihten Lebens, die in ihrer Ursprungsform auf das frühe Christentum zurückgehen. 

## Lebensformen
In vielen Kirchen gibt es Formen des geweihten Lebens, so in der katholischen, den orthodoxen und der anglikanischen Kirche. Einige dieser Lebensformen des geweihten Lebens werden in Gemeinschaft in einem Kloster, Konvent oder einer Kommunität gelebt, es gibt aber auch solitäre Lebensformen, wie die der Diözesaneremiten und der geweihten Jungfrauen. Das Leben der Personen des geweihten Lebens, der Religiosen, ist außer durch das Kirchenrecht meist auch durch eine Regel oder Lebensordnung geordnet.  Die meisten Regeln orientieren sich an den evangelischen Räten und schreiben ein Leben in Armut, Ehelosigkeit und Gehorsam vor.
Zu verschiedenen Formen des geweihten Lebens siehe: 
- Eremit
- Geweihte Jungfrau
- Mönchtum
- Nonne
- Ordensschwester
- Ordensbruder
- Ordenspriester
- Ordensgemeinschaft
- Ordensinstitut
- Kongregation
- Säkularinstitut
- Gesellschaft apostolischen Lebens
- Institut des geweihten Lebens

## Nachsynodales apostolisches Schreiben Vita consecrata
Papst Johannes Paul II. verfasste das am 25. März 1996 veröffentlichte nachsynodale apostolische Schreiben Vita consecrata über das geweihte Leben und seine Sendung in Kirche und Welt. Er erklärte auch am 6. Januar 1997, dass am Fest der Darstellung des Herrn künftig auch der jährliche Tag des geweihten Lebens begangen werden solle.